# Бребу (комуна, Караш-Северін)
Бребу (рум. Brebu) — комуна у повіті Караш-Северін в Румунії. До складу комуни входять такі села (дані про населення за 2002 рік):
- Ападія (293 особи)
- Бребу (756 осіб) — адміністративний центр комуни
- Валядень (291 особа)

Комуна розташована на відстані 341 км на захід від Бухареста, 15 км на північний схід від Решиці, 70 км на південний схід від Тімішоари.

## Населення
За даними перепису населення 2002 року у комуні проживали 1340 осіб.
Національний склад населення комуни:
| Національність | Кількість осіб | Відсоток |
| -------------- | -------------- | -------- |
| румуни         | 1310           | 97,8%    |
| цигани         | 9              | 0,7%     |
| німці          | 9              | 0,7%     |
| українці       | 4              | 0,3%     |
| хорвати        | 4              | 0,3%     |
| угорці         | 3              | 0,2%     |
| чехи           | 1              | 0,1%     |

Рідною мовою назвали:
| Мова      | Кількість осіб | Відсоток |
| --------- | -------------- | -------- |
| румунська | 1329           | 99,2%    |
| циганська | 8              | 0,6%     |
| німецька  | 3              | 0,2%     |

Склад населення комуни за віросповіданням:
| Релігія        | Кількість осіб | Відсоток |
| -------------- | -------------- | -------- |
| православні    | 1244           | 92,8%    |
| п'ятдесятники  | 23             | 1,7%     |
| римо-католики  | 20             | 1,5%     |
| баптисти       | 6              | 0,4%     |
| греко-католики | 4              | 0,3%     |

## Зовнішні посилання
- Дані про комуну Бребу на сайті Ghidul Primăriilor [Архівовано 8 лютого 2009 у Wayback Machine.]